# Kasim (geslacht)
Kasim is een geslacht van kreeftachtigen uit de klasse van de Malacostraca (Hogere kreeftachtigen).

## Soorten
- Kasim insuetus (Manning, 1970)
- Kasim karubar Ahyong, 2002
- Kasim philippinensis (Moosa, 1986)